# غوص بجهاز التنفس

غواص بجهاز التنفس هاو

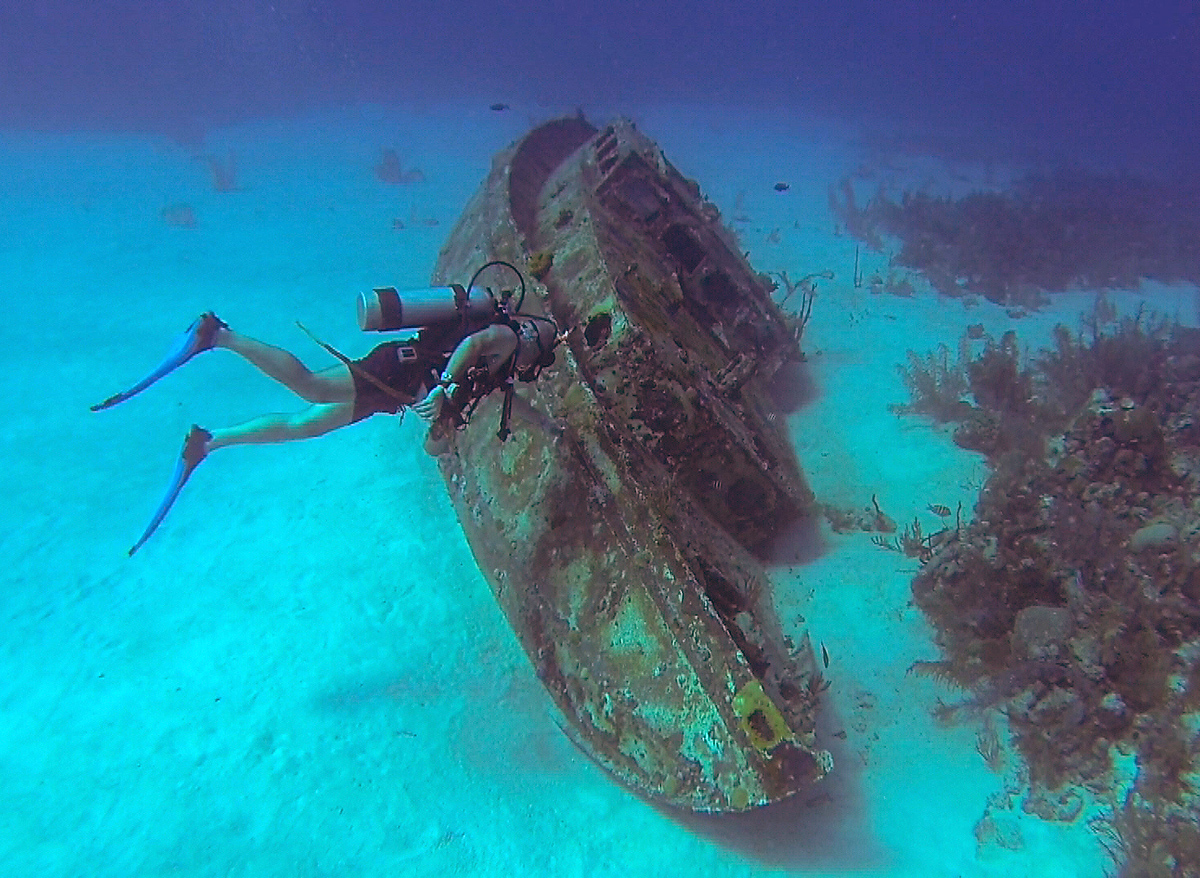
غواص يستكشف حطام سفينة في البحر الكريبي

الغوص بجهاز التنفس(بالإنجليزية: SCUBA diving) و "SCUBA" اختصار ل"Self-Contained Underwater Breathing Apparatus" أي جهاز التنفس تحت الماء المكتفي ذاتيا، هو منهج الغوص فيما يستعمل الغواص جهاز التنفس تحت الماء المكتفي ذاتيا الذي، هو مستقل عن تزويد هوائي من السطح، للتنفس تحت الماء. يحمل الغواص بجهاز التنفس مصدرا لغاز التنفس— غالبا الهواء المضغوط — ما يسمح له باستقلالية أكثر وحرية تحرُّك أكثر مقارنة بالغواص المزود من السطح، وصمود أطول مقارنة بالغواص الحر.